# 公主殿下LOVE生活！
《公主殿下LOVE生活！》是日本Princess Sugar於2015年9月18日發售的戀愛冒險類型成人遊戲，2016年由萌えAPP分別發售Android版和iOS版。2017年5月26日發售Fandisc《姫様LOVEライフ!-もーっと!イチャイチャ☆ぱらだいす!-》。

## 故事
九条八尋和妹伊緒因為父親工作的關係來到鷹垣市並轉入私立彩鳳學園，就在辦完入學手續回到家時卻發現自稱是八尋妹妹的公主ルリア搬進家中，不久之又出現同樣也是八尋的其他姊妹陸續來到九条家中，八尋也因此開始與姊妹們的同居生活。

## 角色
九條八尋
本作男主角。2年2組學生。母親很早過世，父親是企業社長因為工作關係經遊走世界各國。
ルリア・フォンディーナ（聲優：有栖川みや美）
生日：7月21日，血型：A型，身高：153cm，三圍：B86/W54/H85
島國「フォンディーナ」的公主，八尋同父異母的妹妹。與八尋就讀同個班級。
（聲優：桃井いちご）
生日：2月6日，血型：B型，身高：160cm，三圍：B98/W59/H88
中東國「マリニスタン」的公主，八尋同父異母的姊姊，3年級留學生。個性內向，有時會自言自語。為了學習日語來到日本留學，得知有位弟弟而來到九条家。飼養名為「萩餅」（おはぎ）的白犬。
王舞華（聲優：青葉りんご）
生日：8月3日，血型：AB型，身高：148cm，三圍：B80/W51/H82
出身於香港的公主，八尋同父異母的妹妹，1年3組學生。由於過於任性而來到日本學習禮儀，得知有位哥哥而來到九条家。
九条伊緒（聲優：小倉結衣）
生日：12月21日，血型：O型，身高：156cm，三圍：B82/W54/H84
八尋的義妹，與舞華就讀同個班級，後來得知自己是「アズニール」王國的王族公主，八尋同父異母的妹妹。
咲乃（聲優：結衣菜）
血型：A型，身高：163cm，三圍：B88/W58/H89
服侍舞華的女僕兼老師。
美澤千紗（聲優：早瀬ゃょぃ）
生日：9月12日，血型：A型，身高：158cm，三圍：B83/W59/H86
八尋的同學，擔任班級委員。喜歡足球。

## 主題曲
姫様LOVEライフ!
- 片頭曲[11]

作詞：山下慎一狼，作曲：maya，編曲：Demetori，歌：nao
- ルリア片尾曲[12]

作詞、作曲、編曲：Shinji，歌：yuiko
- ラティーファ片尾曲「Summery Day」

作曲、編曲：紅林學，作詞、歌：仲村芽衣子
- 舞華片尾曲「Prayer」

作曲、編曲：仁科和希，作詞、歌：近江知永
- 伊緒片尾曲「Escort Tiara」

作詞：，作曲、編曲：HAMA-kgn，歌：MiLO
姫様LOVEライフ! -もーっと!イチャイチャ☆ぱらだいす!-
- 片頭曲

作詞：，作曲、編曲：橋咲透，歌：nao＆青葉りんご
- ルリア片尾曲「Everlasting memories」

作曲：maru，編曲：oku，作詞、歌：
- ラティーファ片尾曲

作曲：maru，編曲：oku，作詞、歌：
- 舞華片尾曲「at Heart」

作曲：maru，編曲：oku，作詞、歌：塩出美彩希
- 伊緒片尾曲「Happiest Life」

作曲：maru，編曲：oku，作詞、歌：FUKKY
- 咲乃片尾曲「everyday everywhere」

作曲：maru，編曲：oku，作詞、歌：伊達地咲
- ちさ片尾曲

作曲：maru，編曲：oku，作詞、歌：野田真理愛

## OVA
2019年發售由PoRO發售成人動畫版。
| 集數 | 標題 | 發售日        |
| ---- | ---- | ------------- |
| 1    |      | 2019年5月31日 |
| 2    |      | 2019年8月30日 |
| 3    |      | 2020年1月31日 |
| 4    |      | 2020年6月26日 |

## CD
原聲帶《姫様LOVEライフ! ボーカル&サウンドトラックアルバム》是由PB2 RECORDS於2015年9月18日發售，收錄5首主題曲和17首BGM。

## 外部連結
- Princess Sugar （页面存档备份，存于） （日語）
- 姫様LOVEライフ!官方網站 （页面存档备份，存于） Princess Sugar（日語）
- 姫様LOVEライフ!-もーっと!イチャイチャ☆ぱらだいす!-官方網站 （页面存档备份，存于） Princess Sugar（日語）
- Android版和iOS版官方網站 （页面存档备份，存于） 萌えAPP（日語）